# Havza

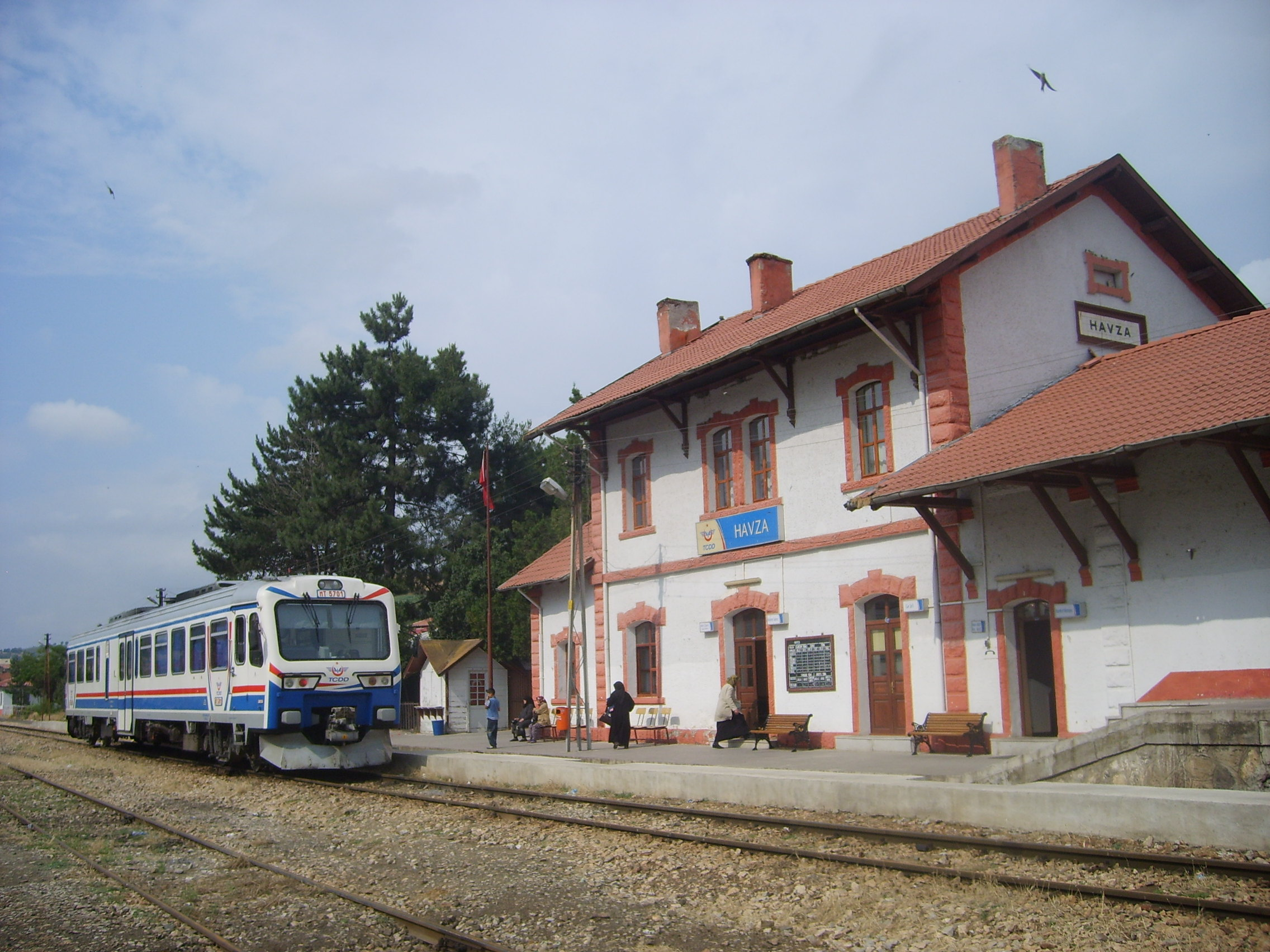
Havza railway station building.

Havza là một huyện thuộc tỉnh Samsun, Thổ Nhĩ Kỳ. Huyện có diện tích 771 km² và dân số thời điểm năm 2007 là 48615 người, mật độ 63 người/km².